# Voie rapide de Naantali
La voie rapide de Naantali (finnois : Naantalin pikatie) est une route allant de Turku jusqu'à Naantali en Finlande,,.

## Présentation
La voie va de la gare de marchandises de Turku jusqu'à l'échangeur du centre de Naantali.
Elle fonctionne comme une voie de circulation unfiée mais elle est numérotée comme trois routes différentes sur trois différents tronçons. 
Du centre de Turku à Jyrkkälä, la route passe par la route nationale 8, de Jyrkkälä à Raisionlahti par la route régionale 185 et de Raisionlahti à Naantali par la route principale 40. 
À Naantali, la route est prolongée par la route régionale 189.
La majeure partie du trafic du port de Naantali passe par cette route.